# Hôtel Réal des Perrières
L'hôtel Réal des Perrières est un hôtel particulier situé à Machecoul, en France.

## Localisation
L'hôtel particulier est situé sur la commune de Machecoul, dans le département de la Loire-Atlantique.

## Historique
Le monument est inscrit au titre des monuments historiques en 1992.